# Rage Against the Machine
Rage Against the Machine (oft RATM abgekürzt) war eine Rockband aus Los Angeles, Kalifornien. Sie wurde 1991 von Zack de la Rocha (Gesang), Tom Morello (Gitarre), Tim Commerford (Bass) und Brad Wilk (Schlagzeug) gegründet. Die Texte des Frontmanns de La Rocha handeln von politischen, sozialen, aber auch persönlichen Problemen, die die Band in einem Crossover-Mix aus Metal, Hip-Hop, Punk, Funk und Alternative Rock ausdrückt.

## Geschichte

### Gründung bis Austritt von Zack de la Rocha (1991–2000)
Zack de la Rocha und Tim Commerford waren gut mit den Mitgliedern einer Band namens Revolta befreundet, während Morello mit seiner Mutter in Illinois lebte und dort in einer Garagenband, die er mit dem späteren Tool-Gitarristen Adam Jones gegründet hatte, Gitarre übte. Als Morello schließlich nach Los Angeles zog, stieß er in einer Bar auf De La Rocha, der dort mit Freunden rappte. Aus dieser Begegnung entstand die Musikgruppe.
Im Jahre 1992 debütierte RATM auf Sony Music mit dem selbstbetitelten ersten Album. Es gilt bis heute als Klassiker des Crossover-Genres und machte die Band auf einen Schlag berühmt. Zu den bekanntesten Songs des Albums (und Single-Auskopplungen) zählen Bombtrack, Killing in the Name und Wake Up. Als weiterer Beleg der persönlichen Nähe zur Band Tool sind die Gesangsbeiträge von deren Sänger Maynard James Keenan auf Know Your Enemy zu werten. Auf dem Cover ist der vietnamesische Mönch Thích Quảng Đức zu sehen, der sich 1963 in Saigon aus Protest gegen die Politik der Regierung verbrannte.
1996 erschien das Nachfolgealbum Evil Empire, das etwas Hip-Hop-lastiger ausfiel. Die zugehörige Single Bulls on Parade enthält mit Hadda Be Playing on the Jukebox die Live-Version der Vertonung eines Gedichts von Allen Ginsberg.
Die ebenfalls 1996 veröffentlichte Single People of the Sun beschäftigt sich inhaltlich mit dem Zapatistischen Aufstand, der auch in weiteren Songs thematisiert wird. Dazu gehören War within a Breath im Jahre 1999 sowie Bulls on Parade. RATM setzte sich aber nicht nur in seinen Songs mit der EZLN auseinander, sondern veröffentlichte auch Interviews und Videobeiträge, in denen er auf den Aufstand der indigenen Guerilla-Bewegung aus dem Süden Mexikos aufmerksam machte.
1997 wurde ausschließlich in Japan das Album Live & Rare veröffentlicht, um für die dortige Tour zu werben. Die Tracks wurden von alten Singles übernommen, wobei aber die meisten Songs live sind. Herausstechende Titel sind The Hour of Chaos, mit Chuck D., und Zapatas Blood.
Das dritte Rage-Against-the-Machine-Album trägt den Titel The Battle of Los Angeles und erschien 1999. Der Song Voice of the Voiceless ist Mumia Abu-Jamal gewidmet.
Im Jahr 1999 führte Noam Chomsky ein Interview zum Thema Politik in Mexiko mit der Band, das auf deren DVD und VHS The Battle of Mexico City veröffentlicht wurde.
2000 überraschte die Band ihre Anhängerschaft mit dem Album Renegades. Es enthielt keine eigenen Songs, sondern zwölf Cover-Versionen. Als viertes und bisher letztes reguläres Album der Band scheint Renegades durch die Auswahl ausschließlich politischer oder gesellschaftskritischer Stücke von Künstlern, die sowohl aus dem Hip-Hop (z. B. Afrika Bambaata: Renegades of Funk) als auch aus dem Rock-Bereich (z. B. The Rolling Stones: Street Fighting Man) stammen, das inhaltliche Konzept der Musiker noch einmal zusammenzufassen.
Am 19. Oktober 2000 stieg de la Rocha aus der Band aus. Als Grund für diesen Schritt nannte er, dass er keine Basis mehr sehe und es große Differenzen beim Schreiben der Lieder gebe. Er arbeitete danach für kurze Zeit gemeinsam mit dem Schlagzeuger von The Roots, Questlove, und dem früheren Frontman von Company Flow, El-P zusammen. Er nahm auch ein Lied gegen den Irakkrieg auf (March of Death), das kostenlos auf der gleichnamigen Website zur Verfügung gestellt wurde. Danach nahm er den Song We Want It All mit Trent Reznor auf, der als Soundtrack für Michael Moores Film Fahrenheit 9/11 diente.
Die übrigen Bandmitglieder Morello, Wilk, und Commerford gründen daraufhin mit Chris Cornell, dem früheren Sänger der Seattler Grunge-Band Soundgarden, die Band Audioslave, die anschließend drei Alben veröffentlichte.

### Getrennte Jahre und Wiedervereinigung (2000–2015)

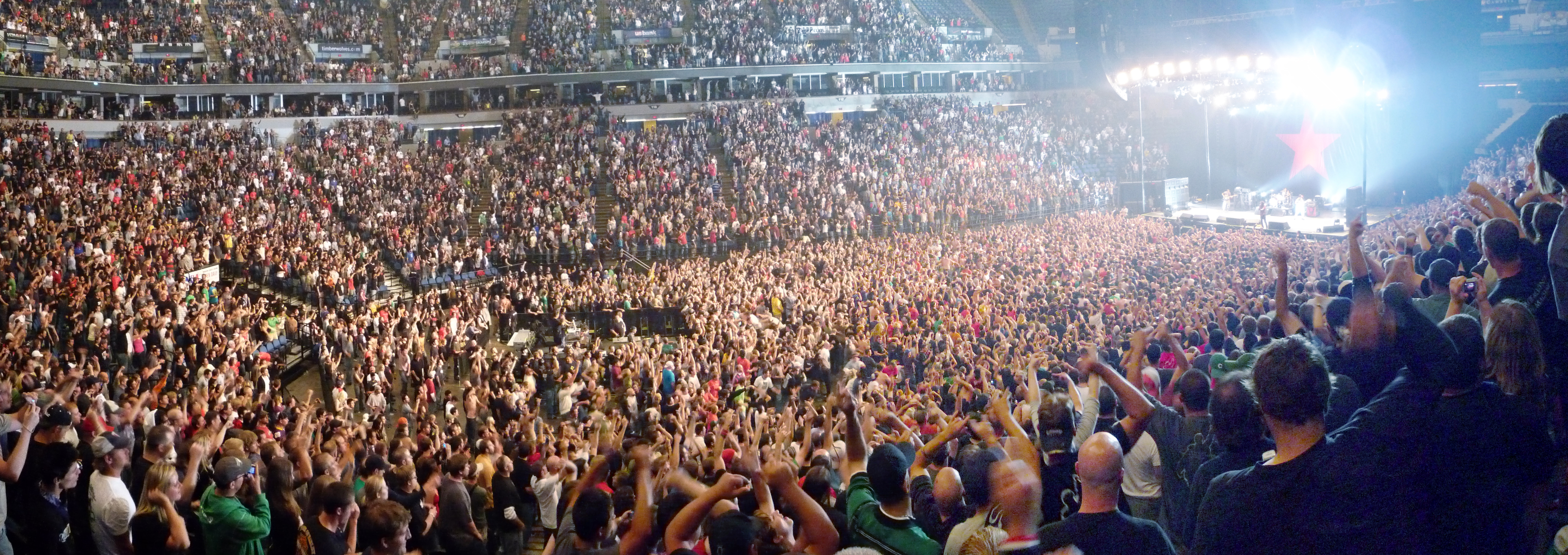
Konzert im Target Center 2008, parallel zur Republican National Convention

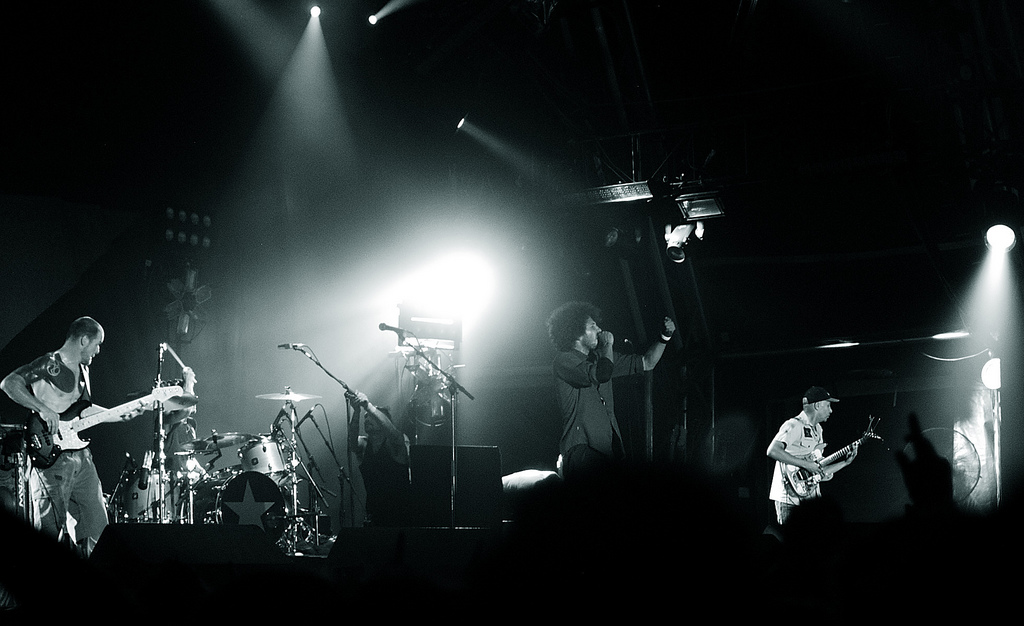
Rage Against the Machine beim Big-Day-Out-Festival 2008 in Melbourne

Der Titel Wake Up ist das Abschlusslied des ersten Matrix-Films. Auch für den Soundtrack der Fortsetzung Matrix Reloaded wurde mit Calm Like a Bomb ein Lied der Gruppe ausgewählt, obwohl es die Band zum Zeitpunkt der Veröffentlichung des Films nicht mehr gab.
Im Jahre 2003 erschien das erste Konzertalbum der Band mit dem Titel Live at the Grand Olympic Auditorium, das Ausschnitte aus den Konzerten in Los Angeles am 12. und 13. September 2000 enthält. Weiterhin erschien dazu die gleichnamige Live-DVD.
Rage Against the Machine schloss sich im Januar 2007 wieder zusammen, um bei dem Coachella Valley Music and Arts Festival in Kalifornien als Headliner aufzutreten. Danach gingen sie mit dem Wu-Tang Clan auf Tour. Weiterhin wurde die Band für mehrere europäische Sommerfestivals des Jahres 2008 verpflichtet, so für die 39. Auflage des Pinkpop-Festivals im Niederländischen Landgraaf, für Rock am Ring, Rock im Park und für Nova Rock im Burgenland. In Berlin-Spandau fand ein Einzelkonzert auf dem Gelände der Zitadelle Spandau statt.
Im Dezember 2009 führte eine via Facebook initiierte Graswurzelaktion dazu, dass der Titel Killing in the Name auf Platz 1 der UK Single-Charts stieg und somit zur bisher besten Chartplatzierung der Band wurde. Ziel der Aktion war die Verdrängung von Joe McElderry, des damaligen Gewinners der Casting-Show „The X Factor“, vom Platz 1 der Weihnachtscharts. Dieser war in den vorangegangenen vier Jahren in Folge durch Gewinner der Show belegt worden. Die kompletten Einnahmen der Band durch die daraus resultierenden Singleverkäufe wurden an die englische Obdachlosenorganisation Shelter gespendet.
Im Jahr 2010 erschien die Kompilation The Collection, die alle bisher veröffentlichten Alben beinhaltet. Außerdem trat die Band wieder für einige Headlinershows in Europa (u. a. bei Rock am Ring und Rock im Park) auf und gaben ein kostenloses Konzert in London als Dankeschön für die X-MAS No.1-Aktion.
Im Jahr 2011 spielte RATM ein einziges Konzert. Dies fand unter dem Motto „L.A. Rising“ in Los Angeles statt. Es war ein von der Band selbst veranstaltetes Festival mit anderen Bands wie Muse, Rise Against und Lauryn Hill.

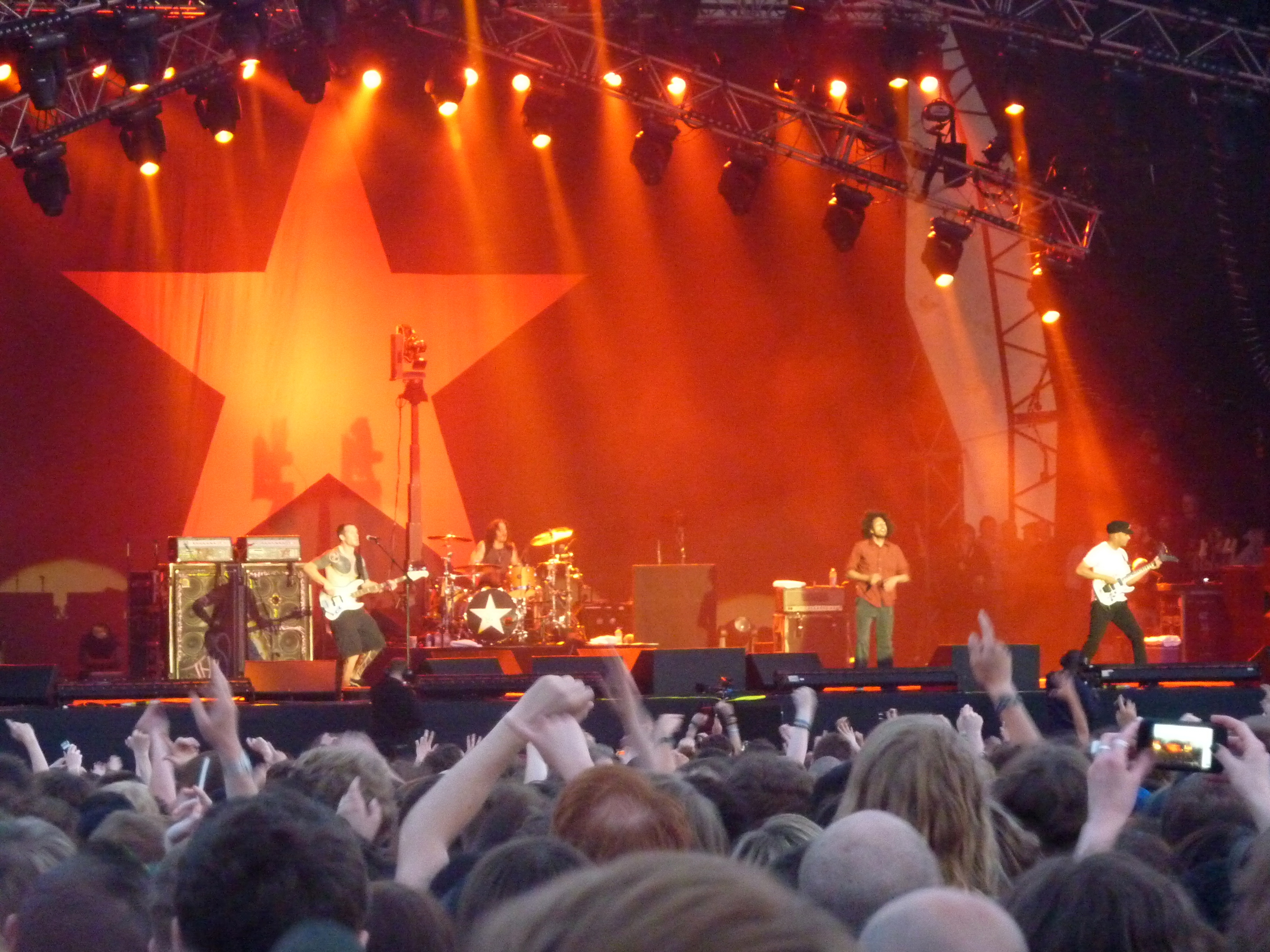
Rage Against the Machine live im Jahr 2010

Zum 20-jährigen Jubiläum des Albums Rage Against the Machine veröffentlichte das Label Sony Music Entertainment das Album im November 2012 mit unveröffentlichten Bonus-Tracks unter dem Namen XX Anniversary Edition neu, sowohl als Kompilation mit drei oder fünf CDs als auch als Vinyl-Schallplatte.
Im Oktober 2015 erschien das Konzert von London im Jahr 2010 auf DVD und Blu-Ray unter dem Titel Live at Finsbury Park. Diese beinhaltet neben dem Auftritt ein Interview mit Jon Morter, der die Graswurzelaktion initiiert hatte. Das Konzert erschien zuvor nur als Bonus-DVD auf der Rage Against the Machine XX Anniversary Deluxe Edition.

### Prophets of Rage (2016–2019)
Im Jahr 2016 wurde bekannt, dass die Band ohne Zack de la Rocha weitermacht, da dieser an einem Soloalbum arbeitet. Stattdessen wurden Public Enemys Chuck D und Cypress-Hill-Rapper B-Real als neue Frontmänner vorgestellt. Die Band gab sich den neuen Namen Prophets of Rage. Ende Juli 2016 veröffentlichte die Band die erste selbstbetitelte Single Prophets of Rage, eine Welttournee soll folgen. Brad Wilk schloss eine Rückkehr von de la Rocha allerdings nicht aus. Bassist Tim Commerford ließ in einem Interview zudem durchblicken, dass Prophets of Rage und Rage Against the Machine trotz aller Ähnlichkeiten von den Mitgliedern als unterschiedliche Projekte gesehen werden. Weitere Aktivitäten von Rage Against the Machine seien demnach keineswegs vom Tisch. Eine Maxi-EP mit dem Titel The Party’s Over erschien Ende August desselben Jahres.

### Wiedervereinigung (2020)
Anfang November 2019 wurde bekanntgegeben, dass die Band in der wiedervereinigten Originalbesetzung ab März 2020 auftreten würde. Als erste Termine wurden El Paso, Texas, am 26. März 2020 und zwei Tage später Las Cruces, New Mexico, genannt. Beim Coachella Valley Festival 2020 sollte die Band als Headliner auftreten. In Europa wurde die Band unter anderem auf dem „Lollapalooza“-Festival als Headliner angekündigt. Aufgrund der COVID-Maßnahmen wurde die Tour am 13. März 2020 zunächst abgesagt. Die Tour wurde auch 2021 nicht nachgeholt und begann im Juli 2022.
Am 15. Januar 2021 veröffentlichte die Band zusammen mit dem Künstlerkollektiv The Ummah Chroma den 15-minütigen Dokumentarfilm Killing in Thy Name. In dem Film erzählt ein Lehrer einer Gruppe von weißen Jugendlichen von der Entstehung der White-Supremacy-Ideologie. Der Film enthält viele Zitate historischer Persönlichkeiten und Bandmitglieder sowie eine Literaturliste als „Startpunkt“. Die reading list wurde auch von The Ummah Chroma veröffentlicht.
Sänger Zack de la Rocha verletzte sich auf der langersehnten Reuniontour während des zweiten Konzertes in Chicago an der Achillessehne und bestritt die weiteren 16 Konzerte des ersten Tourblocks im Sitzen. Anschließend wurde aufgrund der Verletzung der zweite Nordamerika-Tourblock sowie alle angekündigten Konzerte in Europa abgesagt.
Am 4. Januar 2024 veröffentlichte Brad Wilk, der Schlagzeuger der Band, ein Statement auf seinem eigenen Instagram-Profil, welches weitere Konzerte der Band zukünftig ausschließt und er persönlich dies sehr bedauern würde.

## Diskografie
Studioalben

| Jahr | Titel                     | Höchstplatzierung, Gesamtwochen, AuszeichnungChartplatzierungen (Jahr, Titel, Platzierungen, Wochen, Auszeichnungen, Anmerkungen) | Höchstplatzierung, Gesamtwochen, AuszeichnungChartplatzierungen (Jahr, Titel, Platzierungen, Wochen, Auszeichnungen, Anmerkungen) | Höchstplatzierung, Gesamtwochen, AuszeichnungChartplatzierungen (Jahr, Titel, Platzierungen, Wochen, Auszeichnungen, Anmerkungen) | Höchstplatzierung, Gesamtwochen, AuszeichnungChartplatzierungen (Jahr, Titel, Platzierungen, Wochen, Auszeichnungen, Anmerkungen) | Höchstplatzierung, Gesamtwochen, AuszeichnungChartplatzierungen (Jahr, Titel, Platzierungen, Wochen, Auszeichnungen, Anmerkungen) | Anmerkungen                                       |
| Jahr | Titel                     | DE | AT | CH | UK | US | Anmerkungen                                       |
| ---- | ------------------------- | --- | --- | --- | --- | --- | ------------------------------------------------- |
| 1992 | Rage Against the Machine  | DE22 Gold · (77 Wo.)DE | AT— GoldAT | CH16 Gold · (7 Wo.)CH | UK17 ×3Dreifachplatin · (49 Wo.)UK                                                                                                | US45 ×3Dreifachplatin · (97 Wo.)US                                                                                                | Erstveröffentlichung: 6. November 1992            |
| 1996 | Evil Empire               | DE2 (21 Wo.)DE | AT2 (16 Wo.)AT | CH4 Gold · (13 Wo.)CH | UK4 Gold · (7 Wo.)UK | US1 ×3Dreifachplatin · (74 Wo.)US                                                                                                 | Erstveröffentlichung: 16. April 1996              |
| 1999 | The Battle of Los Angeles | DE7 (15 Wo.)DE | AT17 (11 Wo.)AT | CH15 (17 Wo.)CH | UK23 Gold · (1 Wo.)UK | US1 ×2Doppelplatin · (51 Wo.)US                                                                                                   | Erstveröffentlichung: 2. November 1999            |
| 2000 | Renegades                 | DE47 (11 Wo.)DE | AT66 (3 Wo.)AT | CH49 (12 Wo.)CH | UK71 Gold · (1 Wo.)UK | US14 Platin · (22 Wo.)US | Erstveröffentlichung: 5. Dezember 2000 Coveralbum |

## Auszeichnungen
- 1997: Grammy Award in der Kategorie Best Metal Performance für Tire Me[41]
- 2001: Grammy Award in der Kategorie Best Hard Rock Performance für Guerrilla Radio[41]
- 2010: NME Awards in der Kategorie Hero of the Year

RATM wurde auch zweimal bei den MTV Video Music Awards nominiert, 1996 für Bulls On Parade in der Kategorie Best Hard Rock Video und 1997 für People of the Sun in der Kategorie Best Rock Video.
2003 veröffentlichte die US-amerikanische Musikzeitschrift Rolling Stone eine Liste der ihrer Meinung nach 500 besten Alben aller Zeiten. Hierbei wurde ihr Debütalbum Rage Against the Machine auf Platz 368 genannt, The Battle of Los Angeles erreichte Platz 426. Weiter erschien in der 82. Ausgabe der deutschen Alternative-Zeitschrift Visions im Januar 2000 eine Liste Die 100 wichtigsten Platten der Neunziger, in der das Album Rage Against the Machine Platz 4 erreichte.
Rage Against the Machine wurde am 21. August 2008 im Rahmen der Kerrang! Awards in deren Rock Hall of Fame aufgenommen.

## Trivia
Nach den Terroranschlägen am 11. September 2001 wurde im 2001 Clear Channel Memorandum empfohlen, keinen der Songs der Band in den Tagen nach den Anschlägen im Radio zu spielen (im Gegensatz zu anderen Künstlern, von denen meist nur ein einziger Titel auf dieser Liste landete).